# بارالار
بارالار هي قرية في مقاطعة هشترود، إيران. عدد سكان هذه القرية هو 238 في سنة 2006.